# Komunisti

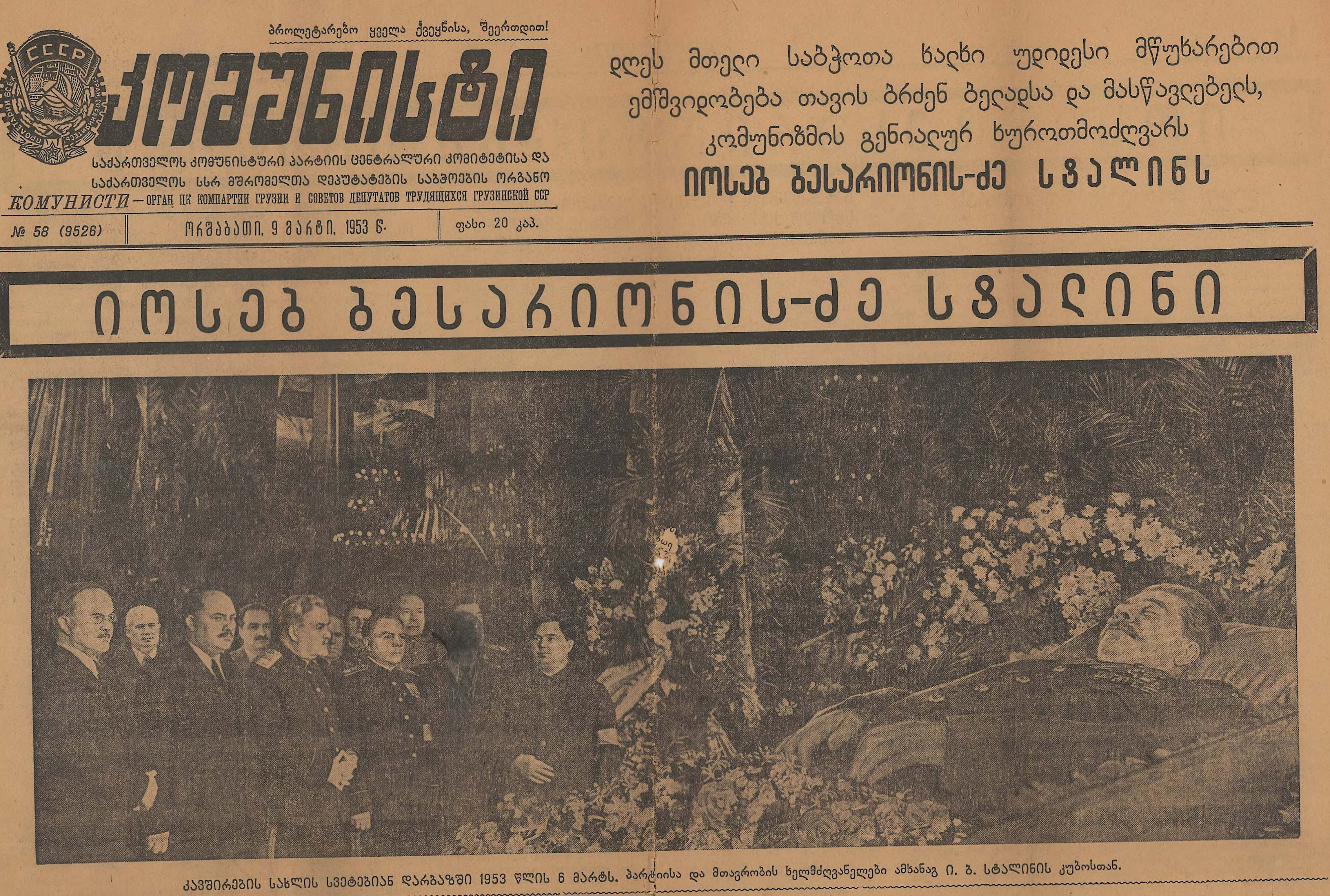
Komunisti mit Bild von Josef Stalin im März 1953

Komunisti (georgisch კომუნისტი, deutsch Kommunist) war eine Tageszeitung, die vom Zentralkomitee der Kommunistischen Partei Georgiens herausgegeben wurde. Die erste Ausgabe wurde am 3. Juni 1920 in Tiflis unter dem Namen Achali Komunisti (deutsch Neuer Kommunist) veröffentlicht. Nachdem bereits zehn Ausgaben erschienen waren, wurde die Zeitung durch das Gouvernement Tiflis zunächst eingestellt. Zur Zeit der ersten Regierung des unabhängigen Georgiens wurde sie in Sakartwelos Komunisti (deutsch Georgiens Kommunist) umbenannt und unter diesem Namen weiter produziert. Nach der Gründung der Sowjetregierung in Georgien am 2. März 1921 wurde ihr Name in Komunisti (deutsch Kommunist) geändert.
Komunisti spiegelte wichtige Perioden der Geschichte der Georgischen SSR wider. Die Zeitung unterstützte die Kommunistische Partei der Sowjetunion und die Entscheidungen ihrer Regierung. Sie deckte unter anderem Themenbereiche wie Politik, Wirtschaft, Industrie, Landwirtschaft, Literatur, Kunst und Bildung ab. Zudem erschienen mit Chiragdani (deutsch Fackel, 1923–1925), Metsniereba da teknika (deutsch Wissenschaft und Technik, 1925–1926), Droscha (deutsch Flagge, 1929–1934) und Soplis meurneoba (deutsch Landwirtschaft, 1958) verschiedene ergänzende Zeitschriften.
Komunisti erhielt in den 1950er Jahren den Rotbannerorden. Mit ihrem Verbot, das mit der Auflösung der Sowjetunion und der Wiederherstellung der Unabhängigkeit Georgiens einherging, endete die Herausgabe der Zeitung.